# Sull'acqua (romanzo)
Sull'acqua (in olandese Over het water) è il romanzo dello scrittore olandese Hans Maarten van den Brink, pubblicato nel 1998 nella prima edizione in olandese da Meulenhoffe e nel 2000 nella prima edizione in italiano da Marsilio. 

## Trama
I protagonisti sono Antón, timido, riservato e di estrazione sociale povera, che incontra David in un esclusivo circolo di canottaggio olandese mentre i Paesi Bassi stanno per essere occupati dalle truppe naziste durante la seconda guerra mondiale. I due ragazzi sembrano uno l'opposto dell'altro perché David è un ricco borghese, sicuro di sé, abituato a stare in società. Nell'esercizio del canottaggio rafforzano la loro amicizia e iniziano persono ad immaginare un loro successo alle prossime Olimpiadi. Vivono un'effimera felicità fatta di allenamenti coi loro due corpi che si muovono in sincronia. Nasce una forte relazione col fiume sul quale remano e la passione che stanno vivendo è la più forte che proveranno in tutta la loro vita. Alla fine della guerra Anton torna al club di canottaggio, ormai abbandonato. va a rivdere la casa di David, ormai vuota. La sola cosa che rimane viva è la memoria della loro amicizia, vissuta in un tempo nel quale ogni sogno sembrava possibile.

## Edizioni

### Edizione originale in olandese
- (NL) Hans Maarten van den Brink, Over het water: novelle, Amsterdam, Meulenhoff, 1998, OCLC 901085541.

### Edizione in italiano
- Hans Maarten van den Brink, Sull'acqua, Venezia, Marsilio, 2000, ISBN 9788831772020, OCLC 797595311.

### Edizioni in altre lingue
- (DE) Hans Maarten van den Brink, Über das Wasser: Novelle, traduzione di Helga van Beuningen, München, Hanser, 2000, OCLC 67326399.
- (FR) Hans Maarten van den Brink, Sur l'eau, traduzione di Anita Concas, Paris, Gallimard, 2000, OCLC 410710403.
- (DA) Hans Maarten van den Brink, Over vandet: roman, traduzione di Birte Carlé, København, Rosinante, 2000, OCLC 67732641.
- (EN) Hans Maarten van den Brink, On the water, traduzione di Paul Vincent, New York, Grove Press, 2001, OCLC 45223559.
- (ES) Hans Maarten van den Brink, Sobre el agua, traduzione di Isabel-Clara Lorda Vidal, Madrid, Alianza Editorial, 2003, OCLC 907111196.

## Riconoscimenti
Nel 2002 ha ricevuto il Premio EuregioKultur 2002 (Premio Euregio di Letteratura Studentesca 2002).